# Eumerus rubiginosus
Eumerus rubiginosus är en tvåvingeart som beskrevs av Herve-bazin 1913. Eumerus rubiginosus ingår i släktet månblomflugor, och familjen blomflugor. Inga underarter finns listade i Catalogue of Life.